# Skovshoved Idrætsforening
Skovshoved Idrætsforening (SIF) er en dansk idrætsforening beliggende i Skovshoved, Gentofte Kommune, som blev stiftet den 9. juni 1909. Klubben tilbyder sportsgrenene: badminton, fodbold, skydning og tennis. De enkelte afdelinger er medlem af deres respektive specialforbund under Danmarks Idræts-Forbund, hvor klubbens fodboldafdeling er medlem af Københavns Boldspil-Union under Dansk Boldspil-Union. Fodboldafdelingen har cirka 680 fodboldspillere (pr. 2013) fordelt på godt 30 hold, som spiller deres hjemmebanekampe i Skovshoved Idrætspark.
Skovshoved IF har leveret 9 spillere til det danske fodboldlandshold, som tilsammen har spillet 35 landskampe.
Klubbens medlemsblad er Dit SIF.

## Ekstern henvisning
- Skovshoved IF Fodbolds hjemmeside
- Skovshoved IFs hjemmeside